# Полювання (Доктор Хаус)
«Полювання» (англ. Hunting)  — сьома серія другого сезону американського телесеріалу «Доктор Хаус». Прем'єра епізоду проходила на каналі FOX 22 листопада 2005. Доктор Хаус і його команда мають врятувати чоловіка хворого на СНІД.

## Сюжет
Вілсон в будинку Хауса обговорює з ним крадіжку історії хвороби Стейсі. Виходячи з дому і ідучи на роботу Хаус помічає, що його знову переслідує надокучливий хлопець. Кельвін Раян хворий на ВІЛ, просить Хауса розібратись з його невідомою хворобою, яка не пов'язана з ВІЛ. Але Хаус вважає, що всі симптоми спричинені переходженям ВІЛу в СНІД. Кельвін схоплює ціпок Хауса і той штовхає хлопця на машину. На диво у Кельвіна починається анафілактичний шок. В лікарні Кадді радить Хаусу сходити до Стейсі, так як хлопець може подати проти нього позов до суду. Стейсі радить Хаусу лікувати пацієнта навіть якщо він невиліковний. Користуючись нагодою Хаус починає мити посуд (так як прочитав в картці про похід до психолога, де дізнався, що Стейсі ненавидить брудний посуд), також він дізнається, що Стейсі хоче позбутись пацюка, який завівся у неї вдома. Марк, чоловік Стейсі, застає дружину і її колишнього хлопця за миттям посуду. Продивившись історію хвороби Кельвіна команда дізнається, що пацієнту робили аналізи на різні інфекції і паразити, проте всі ці аналізи виявились негативними. Теорія Хауса: синдром імунореконструкції. Кельвіну мають дати стероїди, але якщо Хаус не правий вони доб'ють залишки імунітету. Кемерон і Чейз перевіряють стан Кельвіна. Також вони дізнаються, що його мати померла від діабету, а у батька цироз. Тим часом Стейсі і Хаус полюють на пацюка на горищі. Команда зв'язується з ним і каже, що не може довести його теорію. Тоді Хаус питає в них чим хворів пацієнт останнім часом. Чейз каже, що на пневмонію, токсоплазмоз, ще у нього був герпес. В цей час Хаус помічає щура, також він бачить, що той дивно крутить головою. Кемерон заходить до палати Кельвіна і бачить, що той починає кашляти кров'ю. Декілька крапель летить прямо на неї. Лікарі кажуть, що ризик зараження не великий, але аналіз можна буде зробити тільки через три місяці. З новим симптомом Хаус впевнюється, що у Кельвіна не синдром імунореконструкції. Кемерон повідомляє, що хлопець приймає
наркотики. Хаус дає розпорядження знайти їх та перевірити на токсини.
В готелі Чейз пропонує Кемерон сходити ввечері в кафе. На одній з фотографій Чейз також помічає старовинну флуорисцентну лампу, в якій напевно багато берилію. Кемерон знов йде до Кельвіна щоб зробити аналіз. Після аналізу хлопець каже, що його наркотики в його сумці. Через деякий час у нього стається зупинка дихання і той, думаючи, що помирає, просить Кемерон передати його батьку, що він шкодує за вчинок. Форман і Кемерон знають, що у нього кровотеча у порожнину серця, як тільки вони її видалять хлопець знову почне дихати. Але вводячи шприц Форман бачить, що крові не має. Таке може викликати лише пухлина у серці. Кемерон проти цього і хоче зробити аналіз, який доведе, що у Кельвіна немає пухлини. Хаус і Стейсі ловлять щура, а Кемерон вирішує спробувати наркотики, через які спокушає Чейза. Хаус розуміє, що у Кельвіна і його батька, який приїхав, щоб навідати сина, паразитуючий цистоциркоз від жука хінококоза. Він потрапив до організму після полювання на лисицю. Пацієнту і його батьку призначають операцію. Хаус зізнається Стейсі, що поцупив її картку.